# 1779 год в музыке

## События
- 16 февраля — композитор Уильям Бойс похоронен в соборе Святого Павла. На его похоронах пели хоры самого собора Святого Павла, а также Вестминстерского аббатства и Королевской капеллы.[1]
- Апрель — The London Magazine[англ.] сообщает о выступлении в Королевской капелле трёхлетнего вундеркинда Уильяма Кроча[англ.],[2] в дальнейшем известного композитора и органиста.
- 31 июля — В Неаполе премьерой опера Доменико Чимароза «Верная неверность» открылся Театро дель Фондо (ныне Театро Меркаданте[итал.]).[3]
- 26 декабря — Театр «Ла Скала» в Милане открывает свой оперный карнавальный сезон новой оперой Йозефа Мысливечека «Армида[чеш.]».
- Пожар в оперном театре в Эстерхаза.
- Меццо-сопрано Луиджа Полцелли и её муж-скрипач Антонио прибывают ко двору Эстерхази, где она вскоре становится любовницей Йозефа Гайдна.

## Классическая музыка
- Йозеф Гайдн — симфонии № 66[англ.] и № 70[англ.]
- Михаэль Гайдн — симфонии № 22[англ.] и № 23[англ.]
- Вольфганг Амадей Моцарт — симфонии № 32[англ.] и № 33[англ.], Sinfonia Concertante for Violin, Viola and Orchestra[англ.], Concerto in E-flat major for Two Pianos[англ.], Коронационная месса[англ.]

## Опера
| - Александр Аблесимов — «Мельник — колдун, обманщик и сват» - Михаил Керцелли — «Финикс». - Василий Пашкевич — «Несчастье от кареты» - Иоганн Кристиан Бах — «Амадис Гальский» - Доменико Чимароза — «Верная неверность» - Франческо Бьянки — «Кастор и Поллукс» - Этьен-Жозеф Флоке — «Гелла» - Йиржи Антонин Бенда — «Пигмалион» - Феличе Алессандри — «Адриан в Сирии» - Джованни Паизиелло — «Неожиданный брак» - Джузеппе Сарти — «Сирой, царь персидский» - Андре Гретри — «Окассен и Николетта, или Обычаи доброго старого времени» | - Вольфганг Амадей Моцарт - «Заида» - «Томас, царь египетский» - Йозеф Гайдн - «Необитаемый остров» - «Истинное постоянство» - Кристоф Виллибальд Глюк - «Ифигения в Тавриде» (французская редакция) - «Эхо и Нарцисс» (первая редакция) - Йозеф Мысливечек - «Армида» - «Цирцея» - «Деметрио» |

## Публикации
- Франческо Антонио Валлотти — «О научной теории и практике современной музыки» (итал. Della scienza teorica e pratica della moderna musica)
- Джон Ньютон — христианский гимн «О, благодать»

## Родились
- 15 января — Жан Коралли (ум. 1854) — французский танцовщик, балетмейстер и либреттист итальянского происхождения
- 5 февраля — Франсуа Ван Кампенхаут[нидерл.] (ум. 1848) — бельгийский оперный певец, дирижёр и композитор, как автор музыки гимна Бельгии La Brabançonne
- 22 февраля — Иоахим Николас Эггерт (ум. 1813) — шведский композитор и дирижёр
- 23 февраля — Иоганн Каспар Айблингер (ум. 1867) — немецкий композитор, органист и дирижёр
- 1 марта — Готфрид Вебер (ум. 1839) — немецкий музыкальный теоретик, критик и композитор
- 13 марта — Оливер Шоу[англ.] (ум. 1848) — американский композитор[4]
- 21 апреля — Уильям Найветт[англ.] (ум. 1856) — британский певец и композитор
- 28 мая — Томас Мур (ум. 1852) — ирландский поэт-романтик, песенник и автор баллад
- 1 августа — Фрэнсис Скотт Ки (ум. 1843) — американский юрист и поэт, автор текста гимна США The Star-Spangled Banner
- 10 сентября — Алессандро Пиччини (ум. 1850) — французский композитор
- 15 октября — Юхан Улоф Валлин (ум. 1839) — шведский поэт и переводчик, автор духовных песен

## Умерли
- 7 февраля — Уильям Бойс (67) — английский композитор и органист
- 6 апреля — Томмазо Траэтта (52) — итальянский композитор
- 7 апреля — Марта Рэй (32 или 33) — английская певица
- 27 ноября — Жоссе Бутми (82) — бельгийский композитор, органист и клавесинист
- 5 декабря — Герман Антонин Йелинек[нем.] (70) — чешский композитор, органист, скрипач-виртуоз и хормейстер
- 28 декабря — Дженнаро Манна (64) — итальянский композитор и музыкальный педагог
- без точной даты
  - Аруначала Кавираяр (67 или 68) — тамильский композитор
  -  Антонио Феррадини – итальянский композитор.